# Рембашзель
Рембашзе́ль (фр. Rimbachzell) — коммуна на северо-востоке Франции в регионе Гранд-Эст (бывший Эльзас — Шампань — Арденны — Лотарингия), департамент Верхний Рейн, округ Тан — Гебвиллер, кантон Гебвиллер. До марта 2015 года коммуна в составе кантона Гебвиллер административно входила в округ Гебвиллер.
Площадь коммуны — 1,79 км², население — 220 человек (2006) с тенденцией к снижению: 202 человека (2012), плотность населения — 125,7 чел/км².

## Население
Численность населения коммуны в 2011 году составляла 208 человек, а в 2012 году — 202 человека.
| 1962 | 1968 | 1975 | 1982 | 1990 | 1999 | 2006 | 2011 | 2012 |
| ---- | ---- | ---- | ---- | ---- | ---- | ---- | ---- | ---- |
| 253  | 252  | 206  | 194  | 196  | 220  | 220  | 208  | 202  |

Динамика населения:

## Экономика
В 2010 году из 144 человек трудоспособного возраста (от 15 до 64 лет) 115 были экономически активными, 29 — неактивными (показатель активности 79,9 %, в 1999 году — 80,0 %). Из 115 активных трудоспособных жителей работал 101 человек (51 мужчина и 50 женщин), 14 числились безработными (9 мужчин и 5 женщин). Среди 29 трудоспособных неактивных граждан 11 были учениками либо студентами, 14 — пенсионерами, а ещё 4 — были неактивны в силу других причин.
На протяжении 2011 года в коммуне числилось 83 облагаемых налогом домохозяйства, в которых проживало 205 человек. При этом медиана доходов составила 21592 евро на одного налогоплательщика.

## Достопримечательности (фотогалерея)

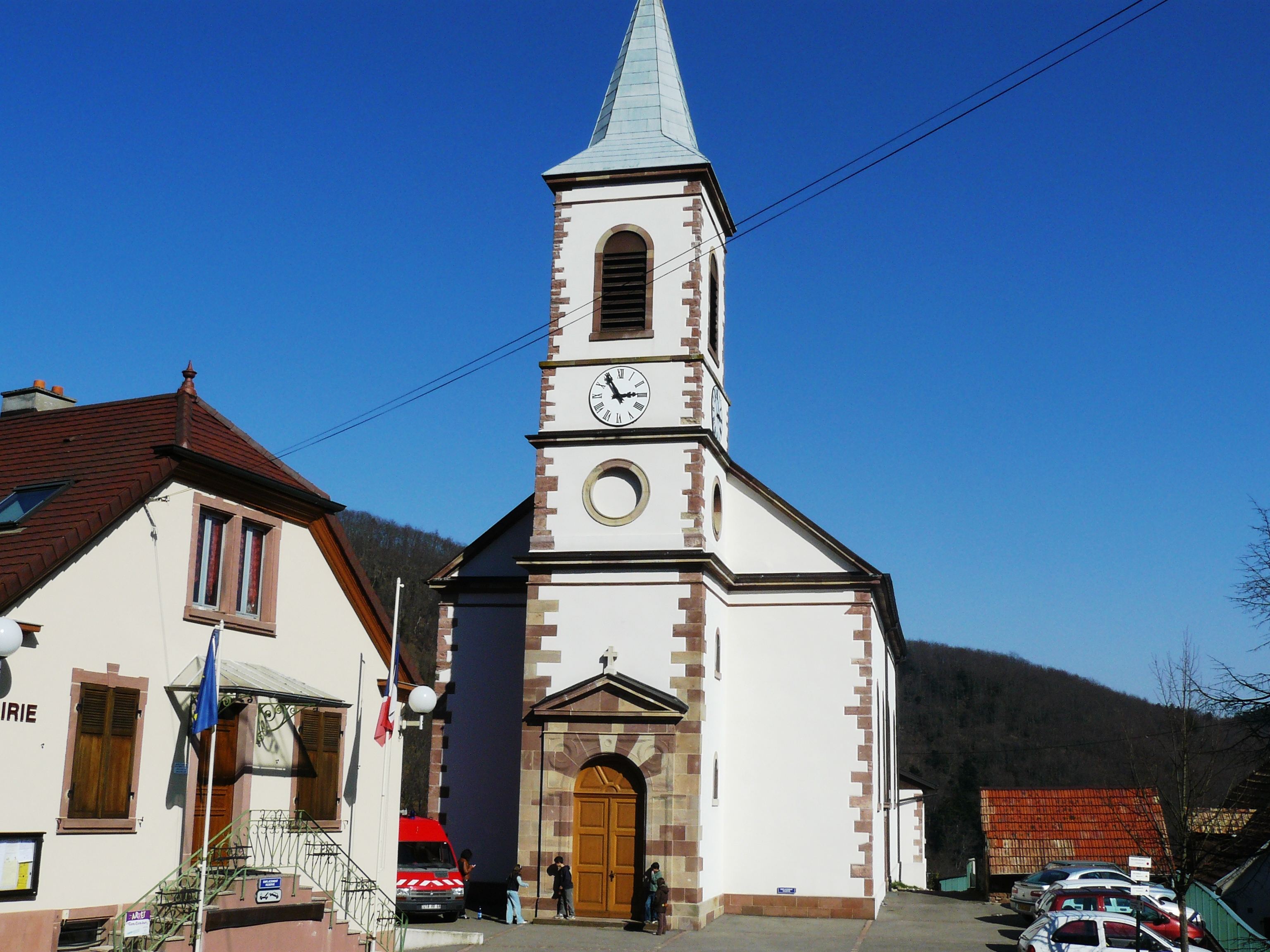
Церковь Святых Петра и Павла
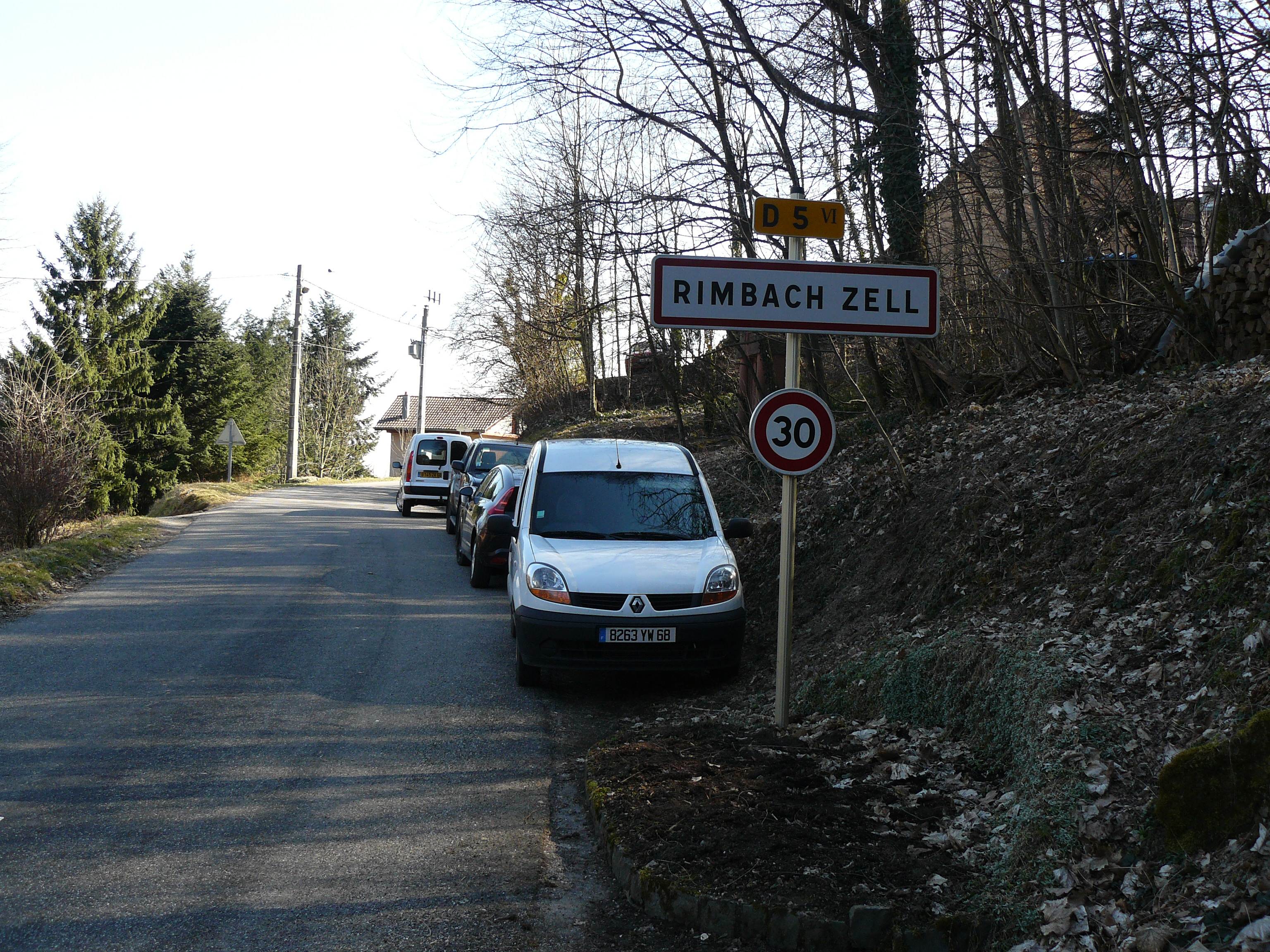
На въезде
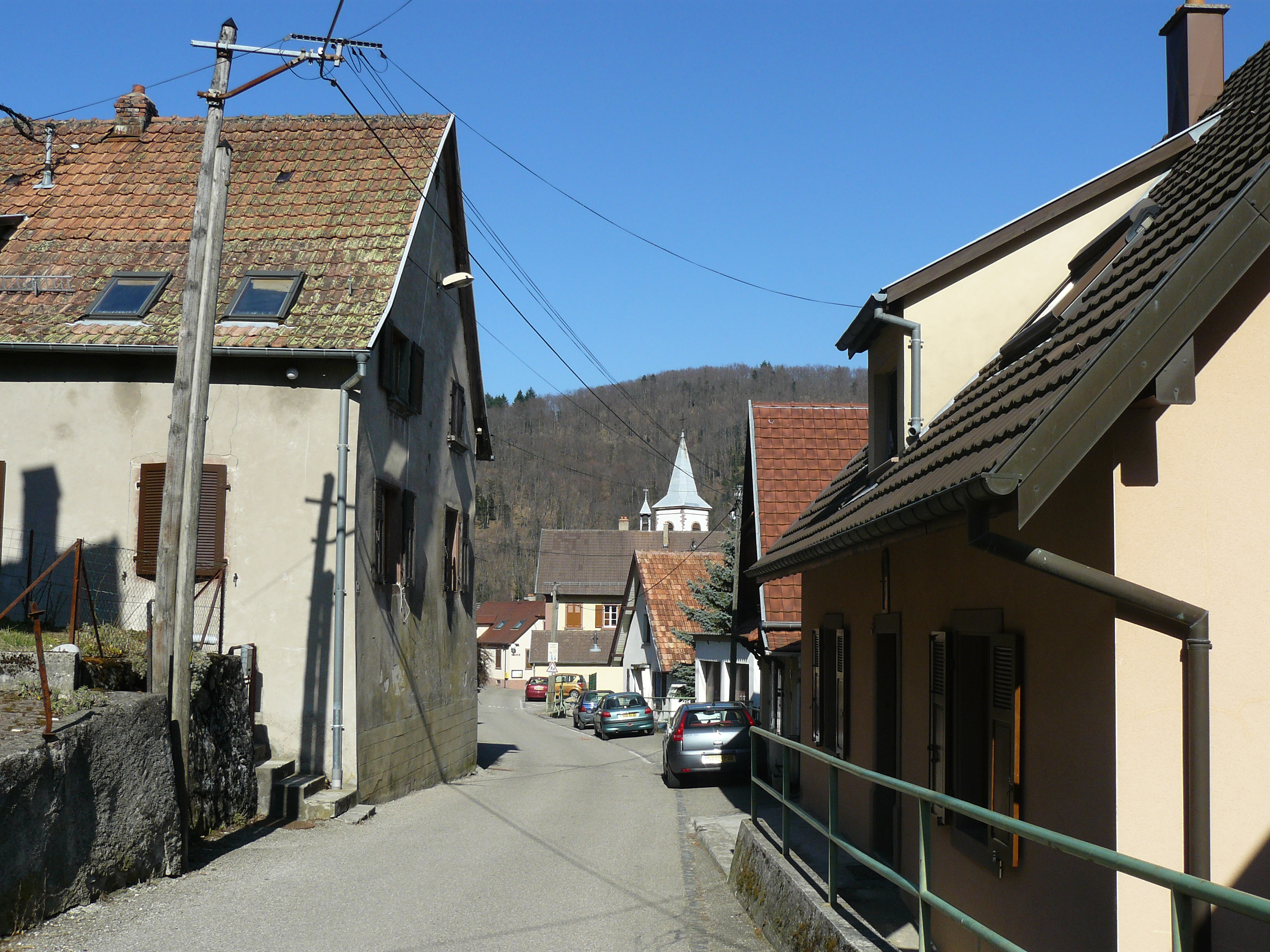
На улице
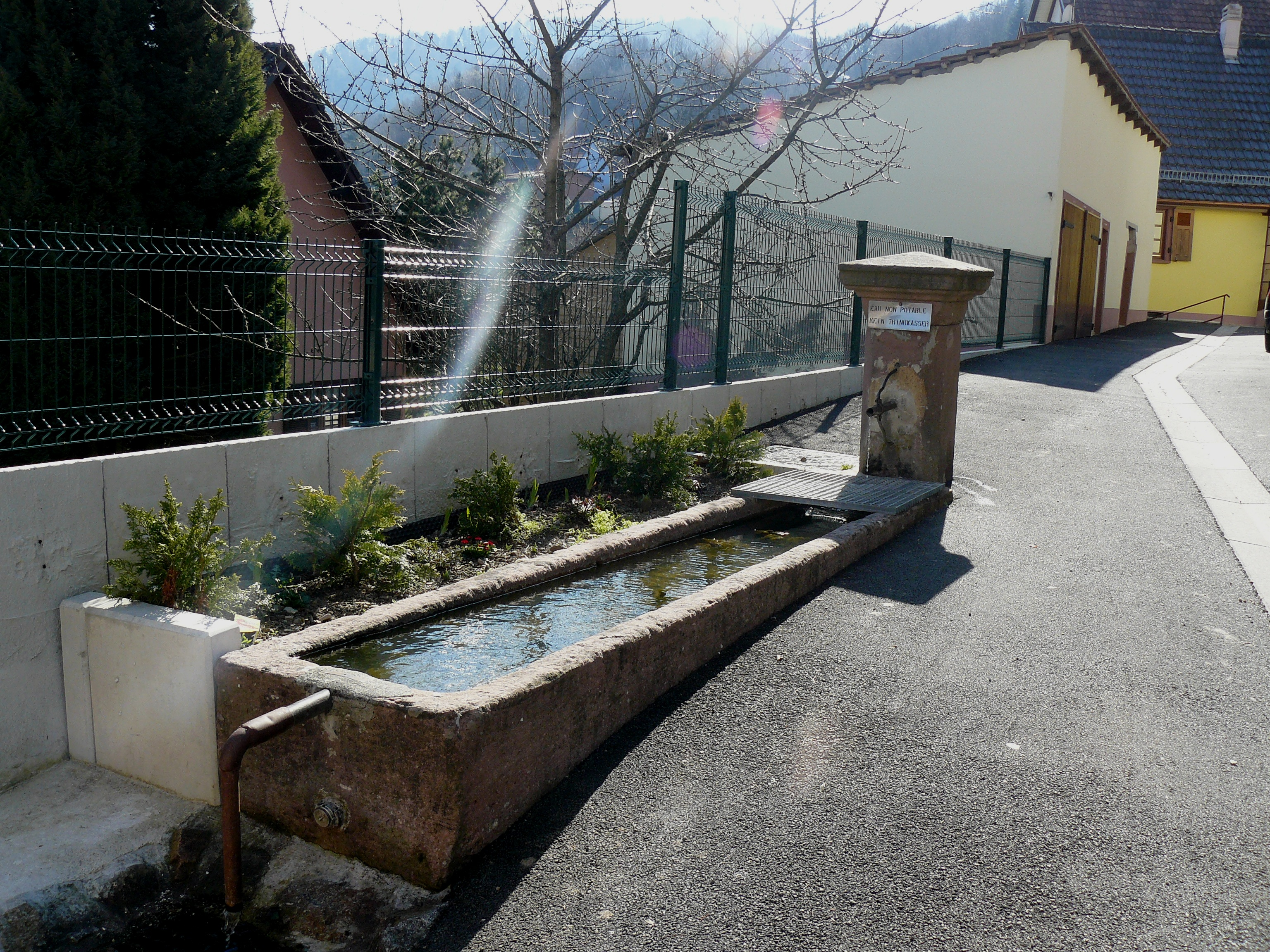
Фонтан
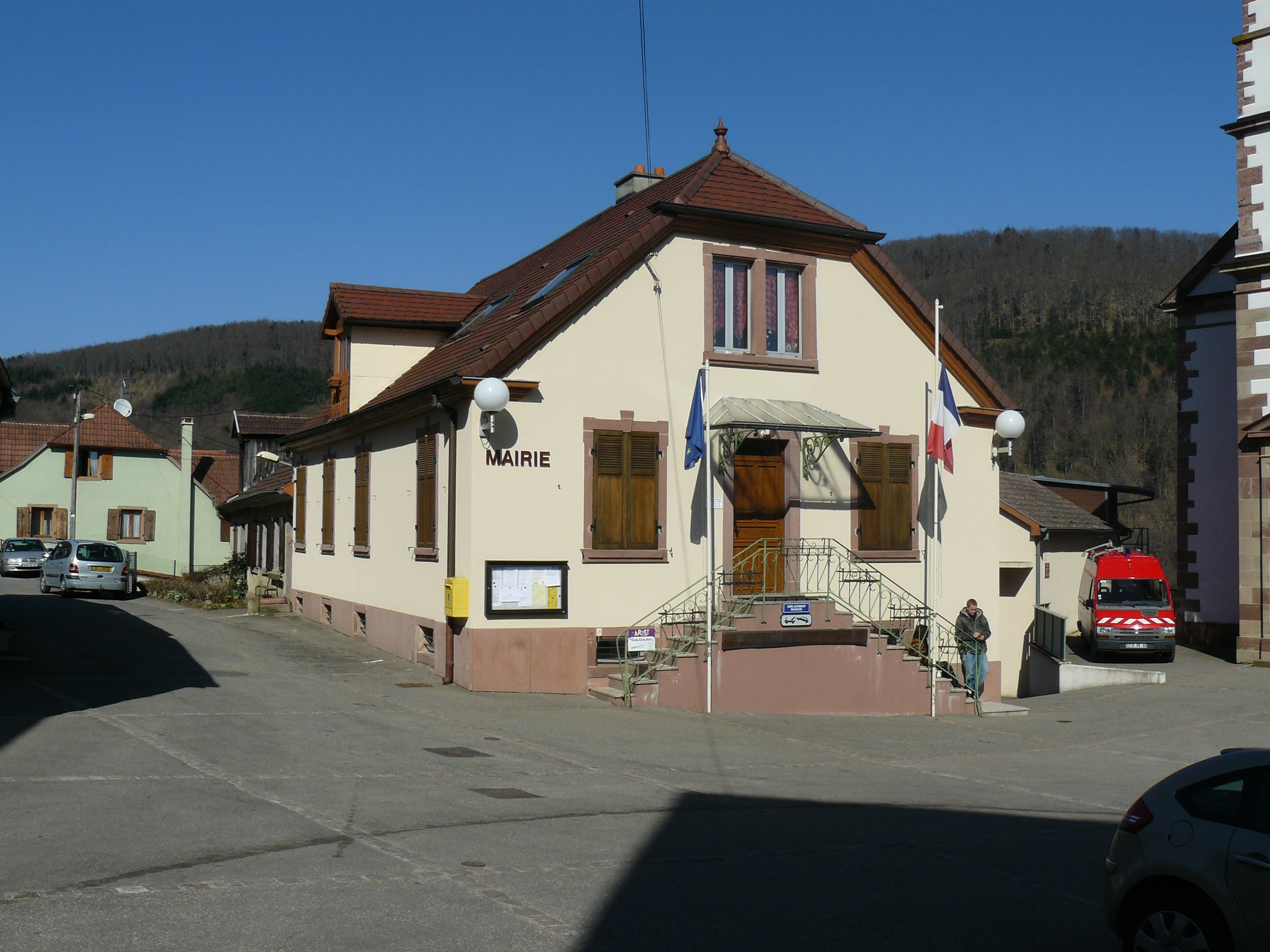
Здание мэрии
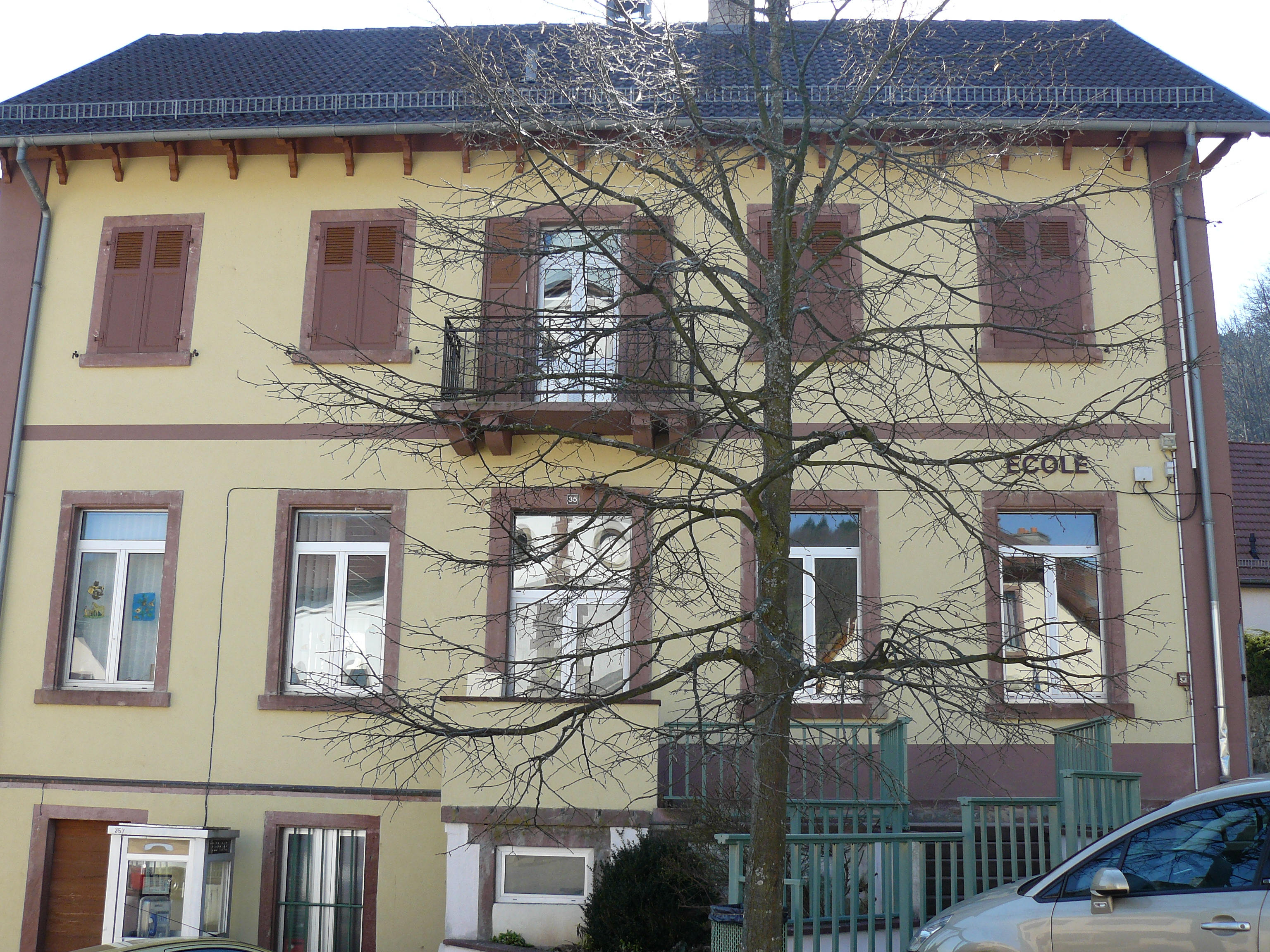
Здание школы